# Сульфонаты

Сульфонатная группа

Сульфонаты — соли или эфиры сульфоновых кислот общей формулы RSO2O−M+ и RSO2OR1 соответственно, где R, R1 — органический радикал, M+ — катион.
Сульфонаты являются слабыми основаниями и хорошими уходящими группами в реакциях Sn1, Sn2, E1 и E2 типа.

## Виды
- Мезилат (метансульфонат) ион, CH3SO2O−
- Трифлат (трифторметансульфонат) ион, CF3SO2O−
- Тозилат (п-толуолсульфонат) ион, CH3C6H4SO2O−
- Безилат (бензолсульфонат) ион, C6H5SO2O−

## Применение
Кальция сульфонат - набирающий быструю популярность загуститель для пластичных смазок: смазки на его основе сочетают высокие противозадирные свойства с инертностью и нерастворимостью в воде, способны восстанавливать свои свойства при удалении из их состава воды (например, при нагреве), относительно недороги, однако плохо применимы в высокоскоростных подшипниках.